# Vandières, Marne
Vandières är en kommun i departementet Marne i regionen Grand Est (tidigare regionen Champagne-Ardenne) i nordöstra Frankrike. Kommunen ligger i kantonen Châtillon-sur-Marne som tillhör arrondissementet Reims. År 2022 hade Vandières 302 invånare.

## Befolkningsutveckling
Antalet invånare i kommunen Vandières
| Referens: INSEE |